# Fenerbahçe Spor Kulübü (pallacanestro maschile)
Il Fenerbahçe Spor Kulübü, noto anche come Fenerbahçe Beko per motivi di sponsorizzazione, è un club di pallacanestro turco con sede ad Istanbul. Dal 2006 fino al 2015, anno in cui l'azienda alimentare Ülker decise di abbandonare la sponsorizzazione con l'Ülkerspor trasferendosi al Fenerbahçe, si è chiamato Fenerbahçe Ülker. Fa parte della polisportiva Fenerbahçe S.K.

## Storia
Nel 1913, il Fenerbahçe S.K. fondò la sua prima squadra di pallacanestro sotto l’egida del proprio club polisportivo. Tuttavia, poiché all’epoca nell’Impero Ottomano non c’era alcuna conoscenza della pallacanestro e non esistevano altre squadre nel paese, quindi questo tentativo rimase confinato al solo livello di allenamento. Le attività sportive della sezione, inoltre, furono interrotte per ripetuti anni a causa delle Guerre balcaniche e della Prima Guerra Mondiale.
La sezione di pallacanestro fu ristabilita nel 1919, sempre sotto il l'egida del Fenerbahçe S.K. , stavolta però sotto la supervisione di un istruttore americano. Tuttavia, anche questo primo vero tentativo serio di promuovere la pallacanestro in Turchia fallì, poiché non si riuscì a trovare nessun’altra squadra contro cui disputare partite ufficiali.
In questa seconda iniziativa del 1919, fu anche pubblicato un annuncio sui giornali locali di Istanbul per informare il pubblico:
“Il nostro club ha recentemente assunto una nuova identità e ha iniziato a praticare il basket per la prima volta nel nostro paese sotto la supervisione di un istruttore americano, e siamo orgogliosi dei grandi risultati ottenuti tra i nostri membri in questo ambito.”
— İdman (Sports) Magazine, 10 luglio 1919
Alla fine, su iniziativa di Muhtar Sencer e Cem Atabeyoğlu, la sezione venne fondata nella sua forma permanente attuale nel 1944, e iniziò a ottenere successi notevoli man mano che la pallacanestro si affermava in Turchia.
Il Fenerbahçe, che dominò lo sport con giocatori di spicco dell’epoca come Altan Dinçer, Sacit Seldüz, Hikmet Vardar, Erdoğan Karabelen, Yılmaz Gündüz e Mehmet Baturalp, sotto la guida del memorabile allenatore Samim Göreç, vinse il campionato della Lega di Istanbul nel 1954–55, 1955–56 e 1956–57. Battendo i rivali del Galatasaray per 55–47 il 5 febbraio 1955, in quella che fu la prima partita di basket trasmessa in diretta radiofonica in Turchia, il Fenerbahçe festeggiò la conquista del suo primo titolo di pallacanestro.
Il club intraprese un nuovo slancio nelle discipline amatoriali quando, nel 1962, İsmet Uluğ, ex calciatore e pugile del club, ne divenne presidente. In questo periodo, la squadra vinse di nuovo il campionato della Lega di Istanbul nel 1962–63, 1963–64, 1964–65 e 1965–66.
Il Fenerbahçe vinse per la prima volta il titolo della Turkish Basketball Championship nel 1957; ripetendo poi l'imprese anche al termine dell'edizione 1959 e di quella del 1965, che conquistò concludendo la stagione da imbattuto.
La squadra restò competitiva per il resto degli anni ’60, ma ottenne risultati altalenanti nei decenni successivi, in particolare negli anni ’70 e ’80, periodo dominato da squadre come Anadolu Efes, Eczacıbaşı e, in seguito, anche l' Alpella. Questi club, appartenenti a grandi corporazioni dotate di solidi mezzi finanziari, resero difficile per le società sportive tradizionali, come il Fenerbahçe, riuscire a competere allo stesso livello in quegli anni.
Il Fenerbahçe concluse la stagione regolare al primo posto in tre occasioni durante gli anni ’80: 1984–85, 1987–88 e 1989–90, con stelle come Erman Kunter, Aytek Gürkan, Can Sonat, Ferhat Oktay, Pete Williams e Larry Richard, ma fu eliminato in tutte e tre le occasioni ai playoff. In particolare, Erman Kunter stabilì un record storico segnando 153 punti in una sola partita della stagione 1987–88, nella vittoria per 175–101 contro l’Hilalspor.
Il titolo tanto atteso dai tifosi arrivò infine nel 1991, quando il Fenerbahçe, dopo aver concluso la stagione regolare al primo posto con 20 vittorie ed appena 2 sconfitte, conquistò la Basketbol Süper Ligi battendo nelle finali il Tofaş Bursa per 3-2, grazie ai contributi di Levent Topsakal, Larry Richard, Hüsnü Çakırgil e dell’allenatore Çetin Yılmaz.

### Anni novanta e duemila
Il Fenerbahçe tornò a giocare in campo internazionale nel 1992, prendendo parte alla FIBA European Championship 1991-1992, ma venne eliminato al primo turno preliminare dopo un doppio confronto contro il Barcellona. Il club tornò a disputare le finali del campionato turco nel 1992, 1993 e 1995, ma non riuscì a ritrovare la via del titolo perdendo in tutte e tre i casi.
Il Fenerbahçe continuò ad avere discreti successi alla fine degli anni ’90. Con il terzo posto ottenuto nella stagione 1997–98, il club si guadagnò un nuovo accesso all’Eurolega per la stagione 1998-99. Con giocatori di spicco come Mahmoud Abdul-Rauf, Marko Milič, Žan Tabak, İbrahim Kutluay e il compianto Conrad McRae, il Fenerbahçe raggiunse gli ottavi di finale, dove però venne eliminato dal Real Madrid. 
Il club raggiunse inoltre i quarti di finale della Coppa Saporta nella stagione 1994-95. L’anno successivo, il Fenerbahçe arrivò ai quarti di finale della Coppa Korać (1995-96) e ripeté lo stesso risultato anche nell'edizione 2000-01. Tuttavia, i primi anni 2000 furono caratterizzati da successi molto limitati.

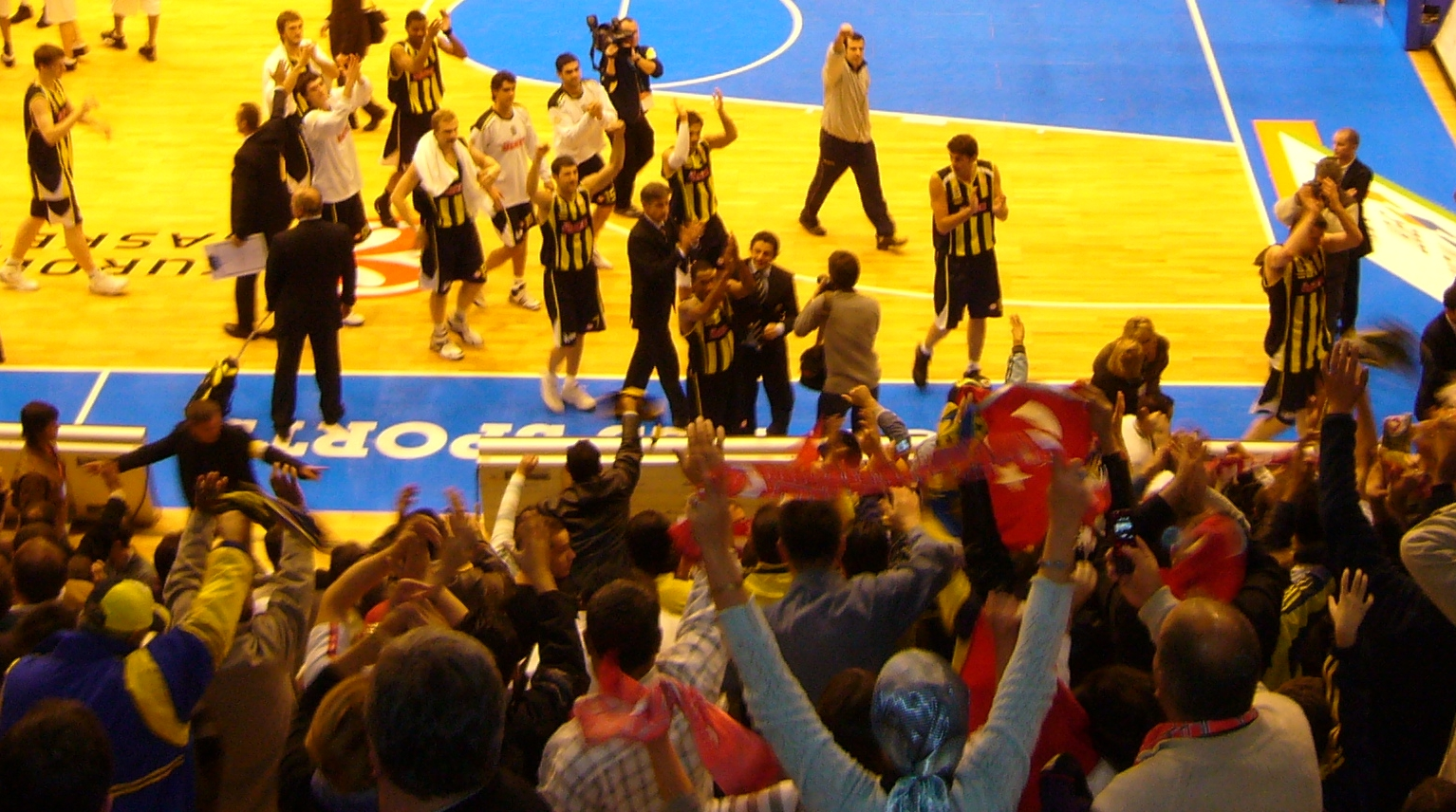
La squadra mentre celebra dopo una vittoria nel 2007.

Nell’estate del 2006, la sezione basket del club ottenne un importante accordo di sponsorizzazione con l'azienda alimentare turca, Ülker, rinominando la squadra in Fenerbahçe Ülker. Dopo questo accordo, il Fenerbahçe iniziò a dominare il panorama della pallacanestro in Turchia. La squadra di Istanbul, forte della nuova sponsorizzazione, dopo oltre 16 anni di attesa conquistò nuovamente la vittoria della Basketbol Süper Ligi, aggiudicandosi il titolo della stagione 2006-2007 dopo aver sconfitto con un netto 4-0 l'Anadolu Efes nella serie finale. La stagione successiva la squadra riuscì a vincere nuovamente il titolo nazionale, sconfiggendo per 4-1 il Türk Telekom nelle finali per il titolo 2007-2008. 
Dopo aver perso la finale del campionato 2008-09 contro l’Anadolu Efes, al termine di una serie molto combattuta conclusa per 4-2; il Fenerbahçe si riappropriò del titolo nazionale nella stagione 2009-10, prendendosi la rivincita contro l’Anadolu Efes per 4-2 in finale. Nel 2011 il Fenerbahçe, grazie al lockout della NBA, mette sotto contratto per la prima parte della stagione il giocatore degli Oklahoma City Thunder Thabo Sefolosha e, grazie anche all'acquisto di altri giocatori quali Bojan Bogdanović, James Gist e Curtis Jerrells, la squadra ha riconquistato il titolo nazionale, ottenendo la vittoria della Türkiye 1. Basketbol Ligi 2010-2011, dopo aver sconfitto in finale i rivali concittadini del Galatasaray, sempre con un 4-2 nella serie finale. In questo modo il Fenerbahçe conquistò per la quinta volta il titolo nazionale, vincendolo 4 volte in 5 stagioni dall'arrivo del nuovo sponsor Ülker.
Il 24 giugno 2012 viene ufficializzato l'ingaggio come allenatore dell'italiano Simone Pianigiani. Il 24 febbraio 2013 Pianigiani si svincola dalla guida del club.

### Era Obradović
Nel luglio 2013 viene ingaggiato l'allenatore serbo Željko Obradović, e il team viene rinforzato con l'arrivo di Nemanja Bjelica, Linas Kleiza, Luka Žorić e Melih Mahmutoğlu. Il Fenerbahçe ritorna a vincere il titolo nazionale dopo aver battuto in finale playoff il Galatasaray.

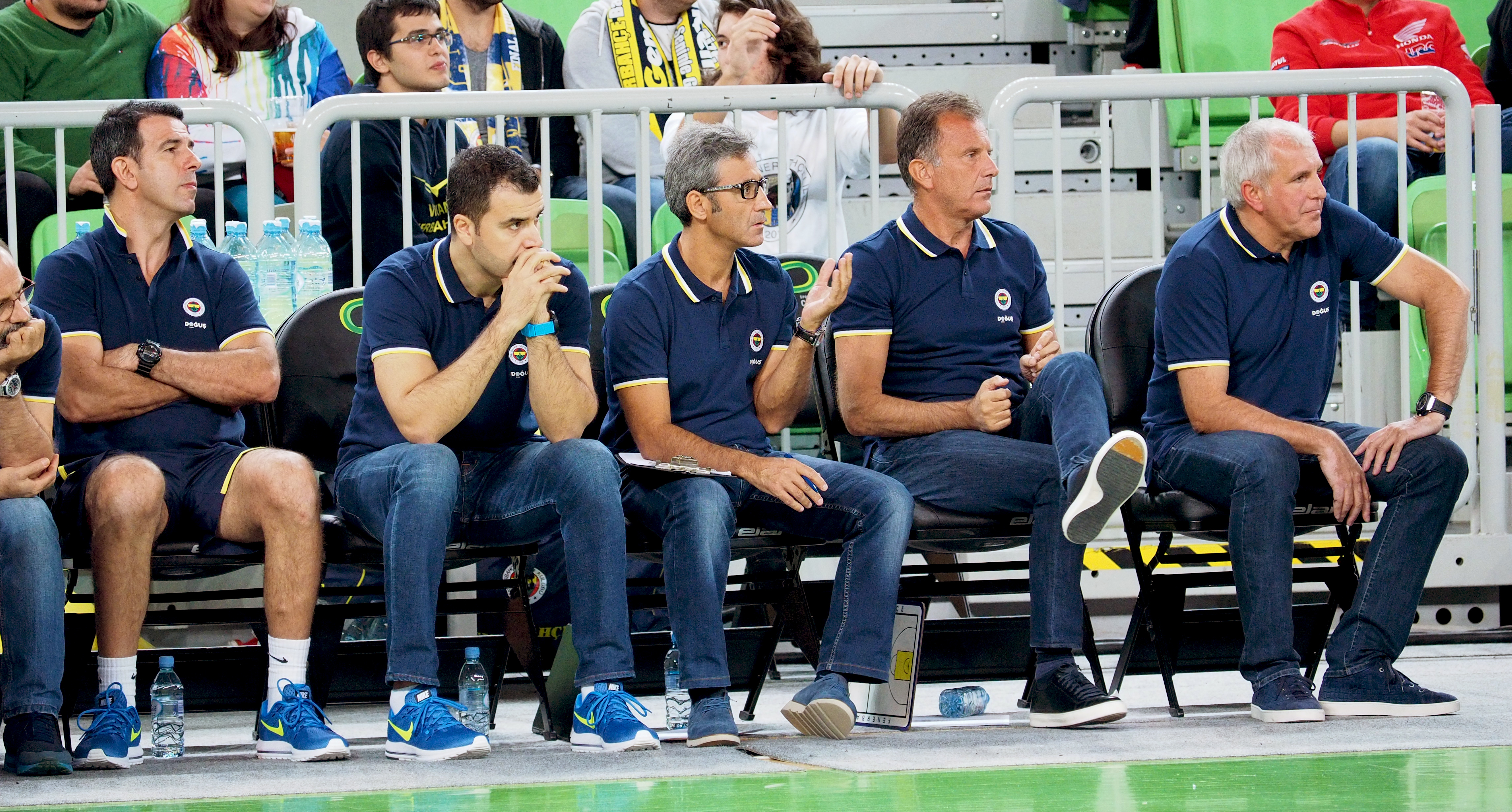
Željko Obradović ed il suo staff sulla panchina del Fenerbahçe nel 2017.

Nella stagione 2014-15 il Fenerbahçe raggiunge le Final Four di Eurolega per la prima volta, dopo aver battuto con tre vittorie consecutive il Maccabi Tel Aviv. In semifinale la squadra incontra il Real Madrid, perdendo per 96 a 87. A fine stagione termina il contratto di sponsorizzazione con Ülker, e la squadra torna ad essere nominata semplicemente Fenerbahçe.
Nella stagione 2015-16, il Fenerbahçe ritorna a giocare le Final Four di Eurolega dopo aver vinto per 3-0 la serie dei quarti di finale contro il Real Madrid. In semifinale affronta e batte il Laboral Kutxa nei tempi supplementari per 88-77, diventando il primo club turco a raggiungere le Finali di Eurolega. La finale viene giocata contro il CSKA Mosca, partita che però venne persa dopo i tempi supplementari.

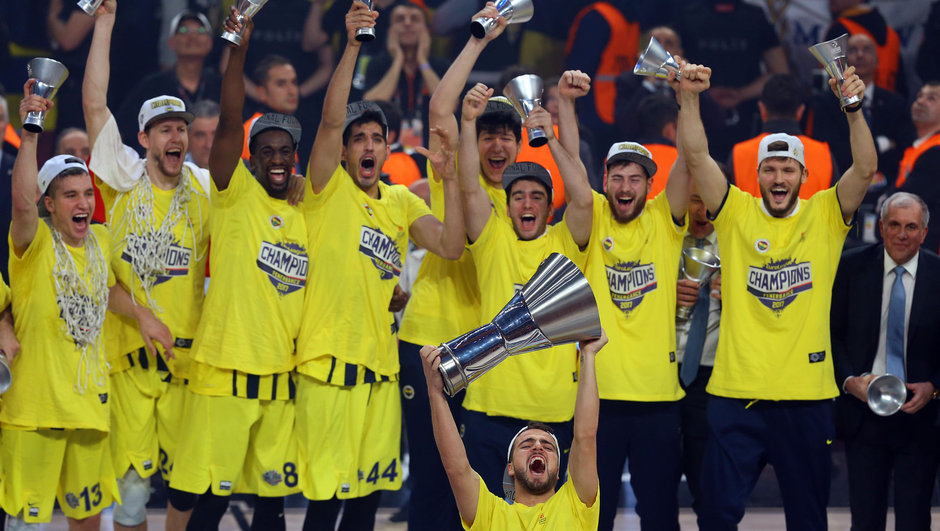
Il Fenerbahce mentre celebra la vittoria dell'Euroleague 2016-17.

Nella stagione 2016-17 il Fenerbahçe disputa le 30 partite di Eurolega vincendone 18 e qualificandosi alla fase dei play-off. Ai play-off incontra il Panathinaikos Atene che liquida con un netto 3 a 0, giungendo così alle Final Four che si disputeranno all'Ülker Sports Arena di Istanbul. La semifinale viene giocata contro il Real Madrid e finisce 84-75 per la squadra di Istanbul che per il secondo anno consecutivo si ritrova in finale di Eurolega. Il 21 maggio 2017 in finale il Fenerbahçe batte l'Olympiakos Pireo per 80-64 divenendo la prima squadra turca a raggiungere tale risultato.
Dopo il titolo europeo, durante l’estate 2017, il Fenerbahçe firmò un nuovo accordo di sponsorizzazione principale con il Gruppo Doğuş, della durata di tre anni, per un valore di 45 milioni di euro. Questo contratto rappresentò il più grande accordo di naming nella storia della pallacanestro europeo.
Nella stagione 2017-18, il Fenerbahçe concluse la regular season di Eurolega al secondo posto. Nei playoff, affrontò il Kirolbet Baskonia e lo eliminò con un 3-1 nella serie al meglio delle cinque partite. In questo modo, il club raggiunse la Final Four di Eurolega per la quarta volta consecutiva, migliorando il proprio record. Tuttavia, in finale, la squadra fu sconfitta dal Real Madrid. In ambito nazionale, il Fenerbahçe proseguì il suo dominio nella Basketbol Süper Ligi, e dopo lo scivolone del 2015, vinse i titoli del 2016, 2017 e 2018 in maniera netta e convincente.
Prima dell’inizio della stagione 2018–19, il gruppo Doğuş annunciò, inaspettatamente, il proprio ritiro dall’accordo di sponsorizzazione, che inizialmente era previsto per tre anni. A seguito di questa improvvisa interruzione, il club concluse un nuovo accordo di sponsorizzazione con Beko.
Durante la stagione 2018-19, il Fenerbahçe divenne l’unica squadra a concludere imbattuta tutte le partite casalinghe nella regular season (30 gare), e registrò il miglior record della stagione regolare (25–5) sotto il nuovo formato dell’Eurolega (in vigore dal 2016–17). Inoltre, il Fenerbahçe fu anche la prima squadra della moderna Eurolega a qualificarsi matematicamente ai playoff con così largo anticipo rispetto al termine della stagione regolare.
Sul piano nazionale, i gialloblù vinsero la Coppa di Turchia 2019, battendo in finale i rivali dell’Anadolu Efes, conquistando così il sesto trionfo nella competizione. Nei quarti di finale di Eurolega, il Fenerbahçe sconfisse lo Žalgiris Kaunas per 3–1, qualificandosi alla sua quinta Final Four consecutiva. Tuttavia, nella fase finale, fu sconfitto prima in semifinale dai rivali dell'Anadolu Efes e poi anche dal Real Madrid nella finale per il terzo posto, chiudendo la competizione con un quarto posto.
Nella Basketbol Süper Ligi 2018-2019, il Fenerbahçe arrivò ancora una volta in finale, ma dopo tre titoli nazionali consecutivi, subì un’inaspettata sconfitta contro l’Anadolu Efes al termine di una serie di sette partite.
La stagione 2019–2020 fu l’ultima sotto la guida di Željko Obradović. Il Fenerbahçe riuscì a conquistare la Coppa di Turchia 2020, battendo il Teksüt Bandırma nei quarti, il Türk Telekom in semifinale ed infine il Darüşşafaka in finale.

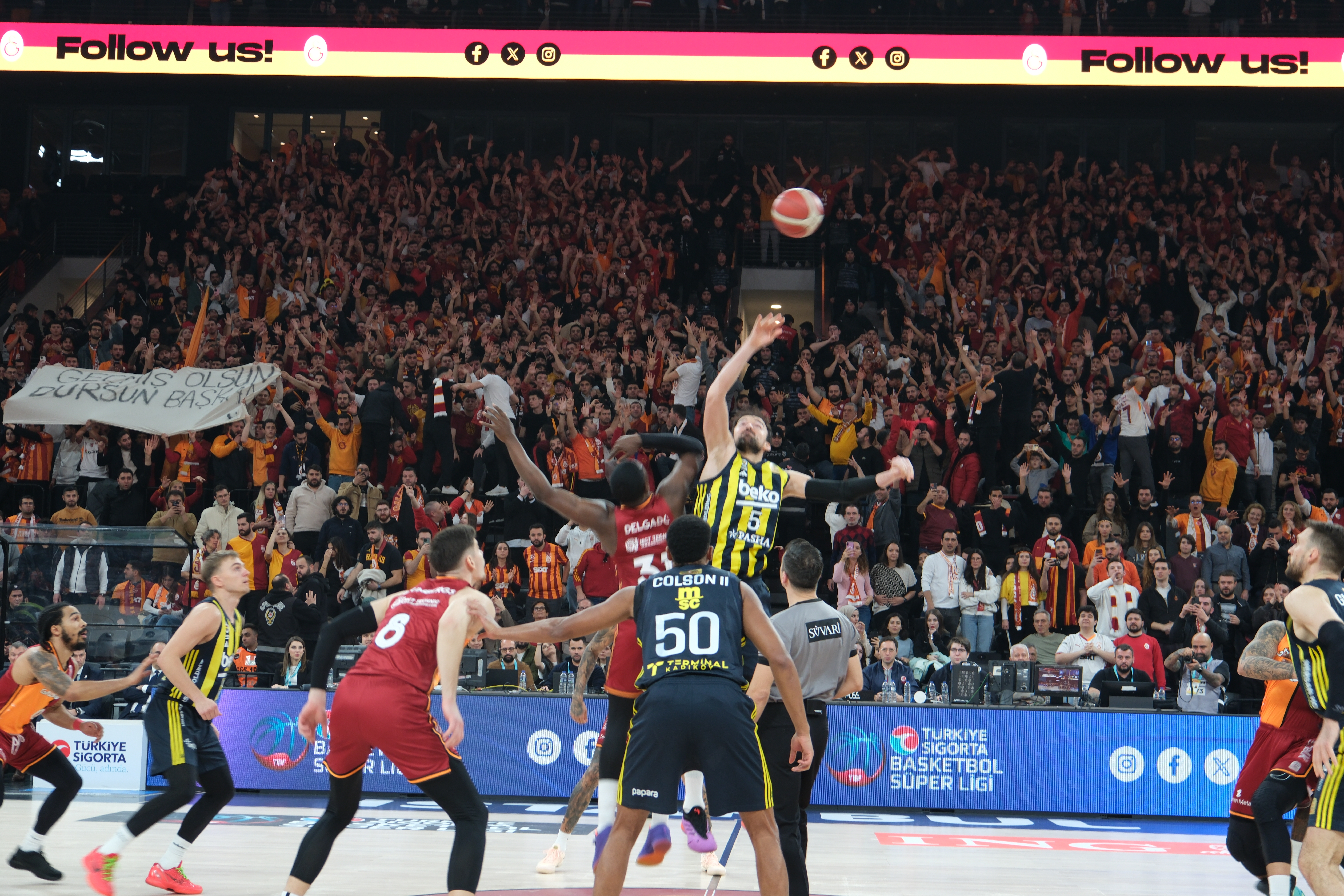
Palla a due dell' Derby Intercontinentale fra Galatasaray e Fenerbahçe nella TBSL 2019.

Nonostante l’arrivo di nuovi rinforzi come Derrick Williams e Nando De Colo, il Fenerbahçe faticò in Eurolega: al momento dell’interruzione della stagione a causa della pandemia di COVID-19, la squadra stava lottando per l’ultimo posto utile per i playoff. In campionato, il Fenerbahçe si trovava al 4º posto della stagione regolare, alle spalle di Anadolu Efes, Pınar Karşıyaka e Galatasaray, ma il campionato fu prima sospeso e dopo annullato senza la proclamazione di un campione.
Durante l’estate del 2020, l’allenatore, Željko Obradović, dopo sette anni passati sulla panchina della squadra turca ed undici trofei sollevati, annunciò le proprie dimissioni.

### Anni 2020 (presente)
Dopo l’addio di Željko Obradović, il Fenerbahçe ingaggiò Igor Kokoškov, ex allenatore dei Phoenix Suns, come nuovo head coach. Durante la post-season, il club subì molti cambiamenti, ma riuscì a trattenere stelle come Jan Veselý e Nando De Colo. Tuttavia, la squadra iniziò malissimo la stagione di Euroleague, con numerose sconfitte pesanti, e scivolò rapidamente dietro all’Anadolu Efes anche in classifica nella Superlega turca.
Con l’arrivo, a stagione in corso, di Marko Gudurić, il rendimento migliorò sensibilmente. Una striscia vincente in Eurolega permise al Fenerbahçe di chiudere la regular season con un record di 20–14 e al 7º posto, qualificandosi così ai playoff, dove però fu sconfitto 3-0 dal CSKA Mosca. In Turchia, il Fenerbahçe raggiunse la finale della Basketbol Süper Ligi 2020-2021, ma fu spazzato via, con un netto 3-0, dall’Anadolu Efes, fresco campione d’Europa. Nonostante avesse firmato un contratto pluriennale, Kokoškov decise di lasciare il club nell’estate successiva.
Nel mercato estivo successivo, il Fenerbahçe affidò la panchina a Saša Đorđević, con grandi aspettative. Tuttavia, in Eurolega, la squadra fallì clamorosamente, concludendo al 12º posto e mancando i playoff per la prima volta dal 2013–2014. In patria, la squadra fu sconfitta ancora dall’Anadolu Efes nella finale della Coppa di Turchia. Dopo questi risultati deludenti Đorđević venne sollevato dall'incarico e Dimitris Itoudis venne scelto come nuovo allenatore.
Sotto la guida di Itoudis, il Fenerbahçe riuscì a chiudere la regular season del campionato davanti all’Efes, ottenendo il vantaggio del campo nei playoff, e raggiunse la finale della Superlega turca. In finale, il Fenerbahçe sconfisse l’Anadolu Efes per 3–1, conquistando il decimo titolo nazionale della sua storia.
La stagione successiva, la 2022-2023, nel corso delle semifinali della Superlega, il Fenerbahçe segnò un altro record: batté l’Anadolu Efes con un clamoroso 108–66, una vittoria con 42 punti di scarto, la più ampia mai registrata contro l’Efes e la più pesante sconfitta nella storia del club rivale in Superlega. Tuttavia, l’Efes reagì e sorprese il Fenerbahçe vincendo la serie 3–1, eliminandolo dalla corsa per il titolo.

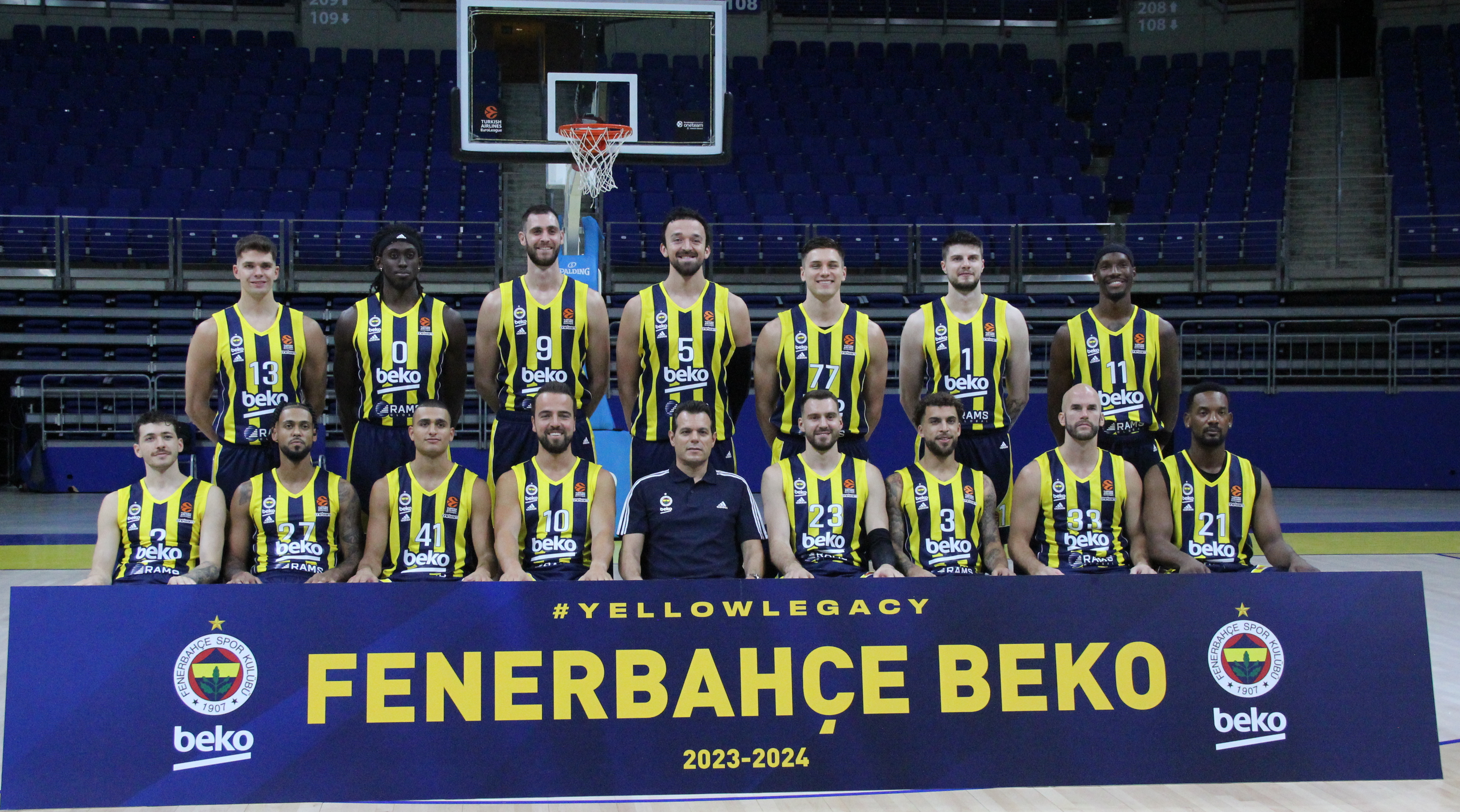
Il roster della stagione 2023-2024.

Nel dicembre 2023, il club nominò Šarūnas Jasikevičius come nuovo allenatore. Sotto la guida del nuovo tecnico lituano, la squadra conquistò per l'ottava volta la vittoria della Coppa nazionale, battendo l’Anadolu Efes per 80-67 nella finale dell'edizione 2024. In Eurolega, il Fenerbahçe tornò a disputare la Final Four dopo tre anni di assenza ma la squadra concluse con al quarto posto la competizione, perdendo sia la semifinale che la finalina per il terzo posto; durante la stagione regolare il giocatore Nigel Hayes-Davis stabilì il record di punti in una singola partita di Eurolega, segnando 50 punti contro l’Alba Berlino.
Sempre nella stagione 2023-2024, il club vinse anche il suo undicesimo campionato turco, aggiudicandosi la Basketbol Süper Ligi 2023-2024, dopo aver battuto ancora una volta l’Anadolu Efes in finale per 3-1.
Nella stagione 2024–25, il Fenerbahçe si è aggiudicato nuovamente la vittoria della Coppa di Turchia per la nona volta nella sua storia, battendo il Beşiktaş per 104-81 in finale.

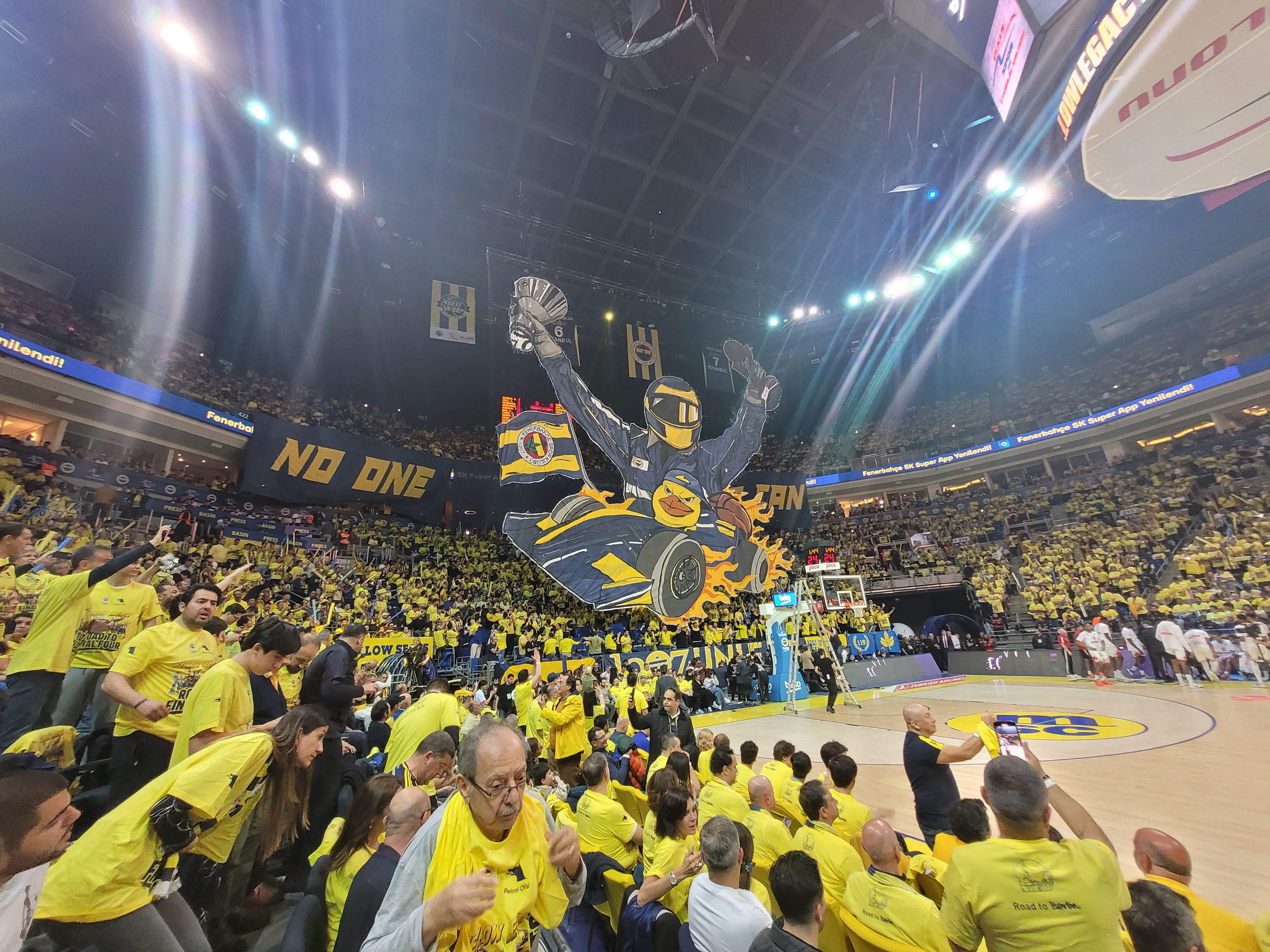
La coreografia dei tifosi nella sfida contro il Monaco Basket nei play-off dell'Euroleague 2023-24.

In Eurolega, la squadra ha chiuso la regular season al secondo posto ottenendo la qualificazione diretta per i playoff. Nei quarti di finale sconfisse il Paris Basketball con un netto 3-0, raggiungendo così per il secondo anno consecutivo le Final Four giocate ad Abu Dhabi. In semifinale la squadra turca ebbe la meglio sul Panathīnaïkos per 82-76, conquistando così l'accesso per la finalissima, dove il Fenerbahçe sconfisse il Monaco con il risultato di 81-70, conquistando per la seconda volta il massimo titolo continentale europeo.
Pochi giorni dopo la vittoria dell'Euroleague, la squadra completò una stagione leggendaria vincendo anche la Basketbol Süper Ligi 2024-205, dopo aver battuto il Beşiktaş per 4–1 nella serie delle finali, conquistando così il 15º titolo nazionale. Grazie a questi trionfi, il Fenerbahçe completò la storica Triple Crown (Coppa di Turchia, Superlega e Eurolega) diventando la prima squadra della Turchia nella storia a riuscirci.

## Partecipazioni alle competizioni europee
| Competizione                                                                         | Participazioni | Edizioni |
| ------------------------------------------------------------------------------------ | -------------- | --- |
| FIBA European Champions Cup / EuroLeague                                             | 23             | 1959–60, 1965–66, 1991–92, 1998–99, 2006–07, 2007–08, 2008–09, 2009–10, 2010–11, 2011–12, 2012–13, 2013–14, 2014–15, 2015–16, 2016–17, 2017–18, 2018–19, 2019–20, 2020–21, 2021–22, 2022–23, 2023–24, 2024–25 |
| FIBA European Cup Winners' Cup / FIBA European Cup / FIBA EuroCup / FIBA Saporta Cup | 8              | 1967–68, 1983–84, 1985–86, 1991–92, 1994–95, 1996–97, 1997–98, 1999–00 |
| Coppa Korać                                                                          | 9              | 1984–85, 1988–89, 1989–90, 1990–91, 1992–93, 1993–94, 1995–96, 2000–01, 2001–02 |
| FIBA Europe League / FIBA EuroCup / FIBA EuroChallenge                               | 2              | 2004–05, 2005–06 |
| FIBA Europe Cup / FIBA EuroCup Challenge                                             | 1              | 2003–04 |
| North European Basketball League                                                     | 1              | 2001–02 |

## Palmarès

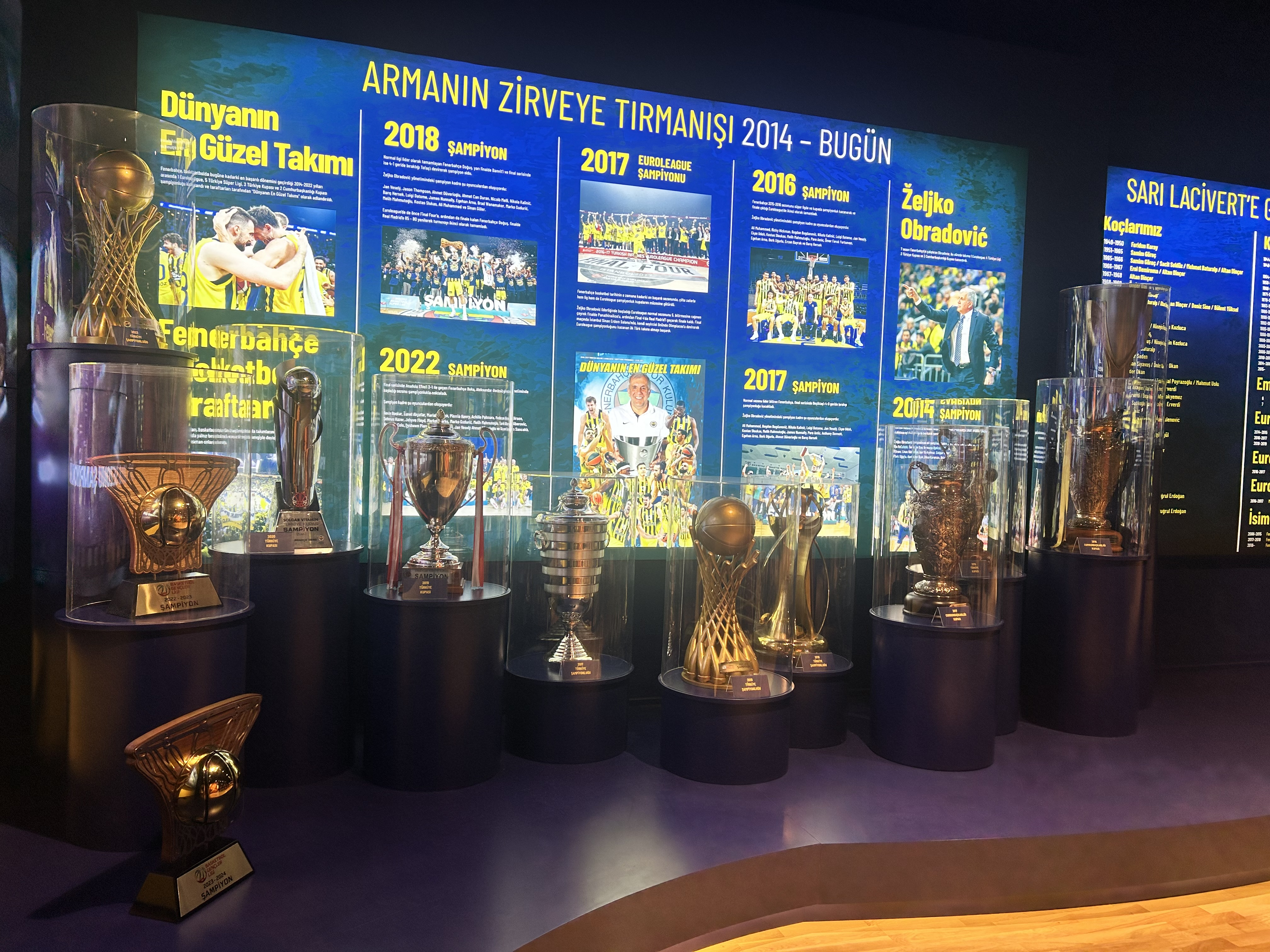
Ulcuni dei trofei esposti nel Museo della squadra.

### Competizioni nazionali
- Campionato turco: 15

1957, 1959, 1965, 1990-1991, 2006-2007, 2007-2008, 2009-2010, 2010-2011, 2013-2014, 2015-2016, 2016-2017, 2017-2018, 2021-2022, 2023-2024, 2024-2025
- Coppa di Turchia: 9

1967, 2009-2010, 2010-2011, 2012-2013, 2016, 2019, 2020, 2024, 2025
- Coppa del Presidente: 7

1990, 1991, 1994, 2007, 2013, 2016, 2017
- Coppa della Federazione: 5

1954, 1958, 1959, 1960, 1961

### Competizioni internazionali
- Eurolega: 2

2016-17, 2024-25

### Competizioni regionali
- Istanbul Basketball League: 7

1954-55, 1955-56, 1956-57, 1962-63, 1963-64, 1964-65, 1965-66

## Strutture

### Palazzetto
| # | Arena                      | Capacità | Periodo       |
| - | -------------------------- | -------- | ------------- |
| 1 | Istanbul Lütfi Kırdar ICEC | 7,000    | 1949–1989     |
| 2 | Abdi İpekçi Arena          | 12,270   | 1989          |
| 3 | Istanbul Lütfi Kırdar ICEC | 7,000    | 1989–1992     |
| 4 | Abdi İpekçi Arena          | 12,270   | 1992–2010     |
| 5 | Sinan Erdem Spor Salonu    | 16,000   | 2010–2012     |
| 6 | Ülker Sports Arena         | 13,800   | 2012–presente |

Nel corso della sua lunga e prestigiosa storia, la squadra di pallacanestro del Fenerbahçe ha cambiato più volte sede delle proprie partite casalinghe, adattandosi all'evoluzione delle infrastrutture sportive di Istanbul e alla crescente popolarità del club.
Dal 1949 al 1988, la squadra giocò le proprie gare all’Istanbul Lütfi Kırdar ICEC, un impianto da 7.000 posti, che rappresentò a lungo uno dei principali centri sportivi della capitale turca. 

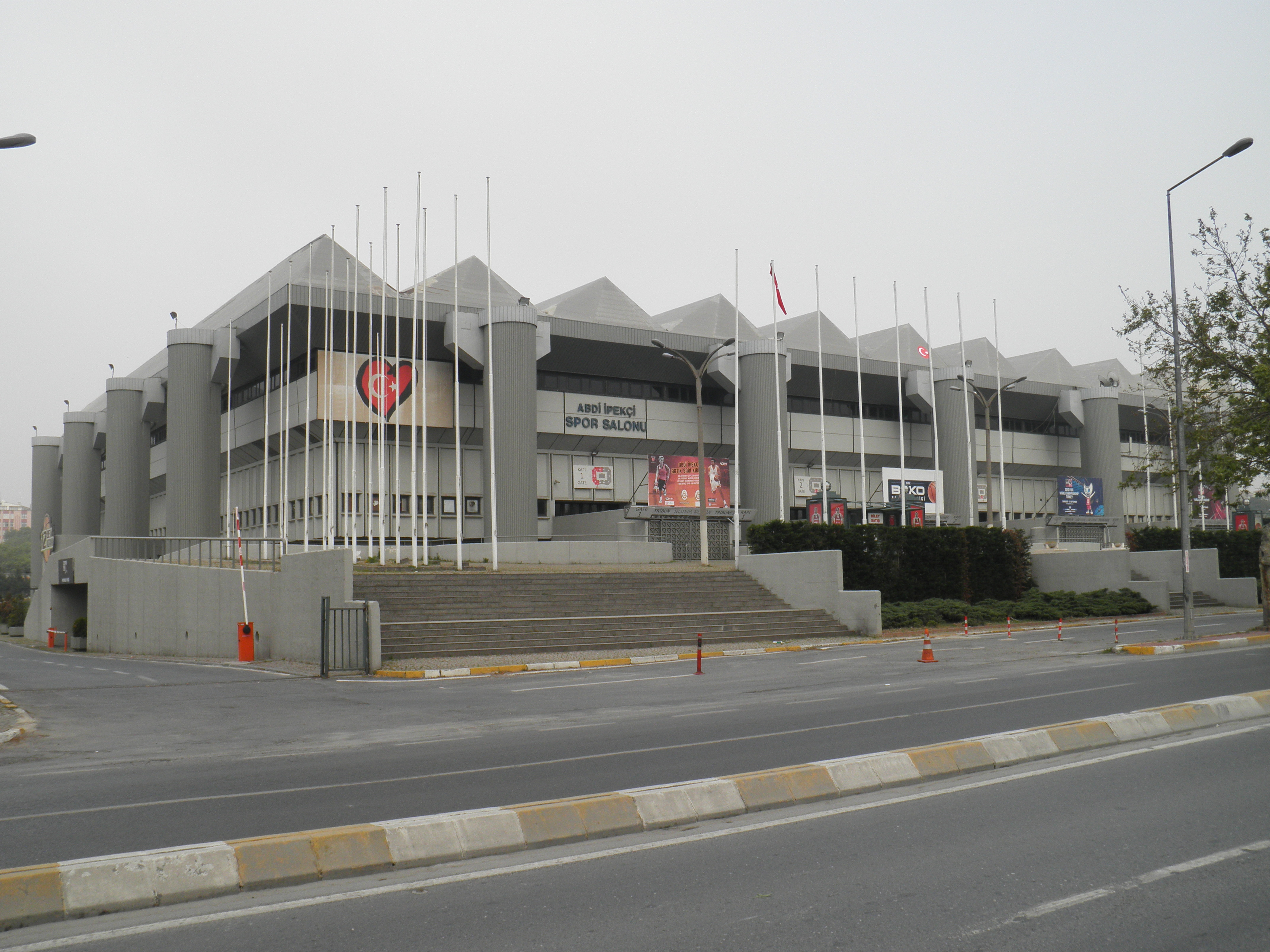
Vista esterna dell'Abdi İpekçi Arena, casa del Fenerbahce per oltre venti anni.

Nel 1989, il club utilizzò per la prima volta l’Abdi İpekçi Arena, uno dei palazzetti più moderni dell’epoca,essendo stato inaugurato solamente nel 1986, con una capienza di 12.270 posti, ma solo per un breve periodo. Successivamente, dal 1989 al 1992, tornò a disputare le sue partite al Lütfi Kırdar, prima di stabilirsi in pianta stabile, a partire dal 1992 fino al 2010, proprio all’Abdi İpekçi Arena, che divenne la casa del Fenerbahçe per quasi due decenni.
Con il crescente interesse per il basket e la necessità di impianti più moderni e capienti, il club si spostò per due stagioni, tra il 2010 e il 2012, al maestoso Sinan Erdem Spor Salonu, il più grande impianto indoor della Turchia, con 16.000 posti, aperto nel 2010 per ospitare le partite del Campionato mondiale maschile di pallacanestro 2010
Il 25 gennaio del 2012 il Fenerbahce ha giocato la sua prima partita ufficiale nel suo nuovo palazzetto la Ülker Sports Arena.La struttura di proprietà del Fenerbahçe S.K., che ne usufruisce per le gare delle proprie prime squadre maschili e femminili, ed è stato inaugurato con la partita di Eurolega tra il Fenerbahçe e l'Olimpia Milano. 

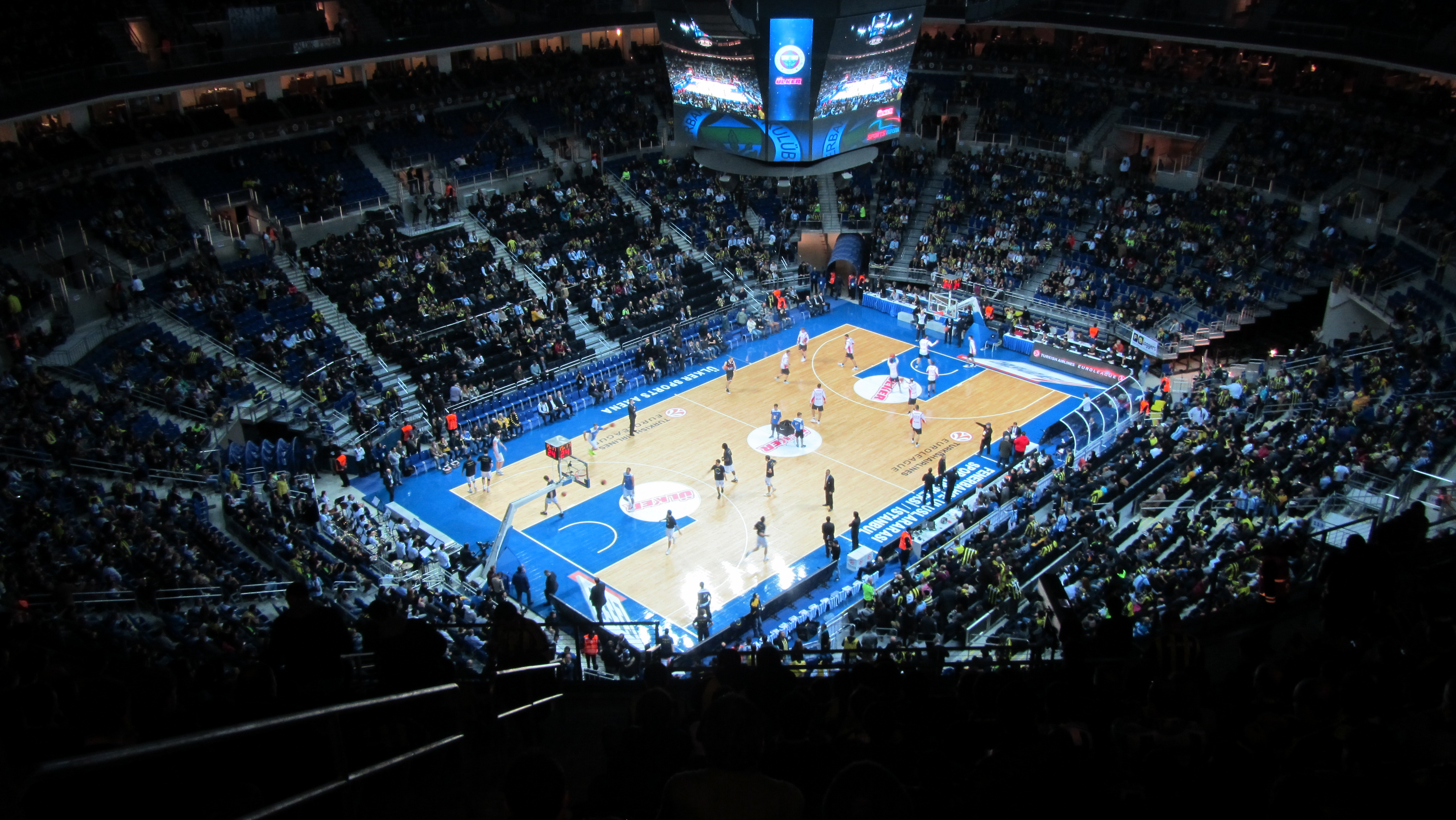
Primo match all'Ülker Sports Arena contro l'Olimpia Milano

L’arena si estende su una superficie di circa 55.000 m² e rappresenta oggi un centro nevralgico per lo sport professionistico nella capitale culturale del paese. La struttura è in grado di accogliere fino a 13.800 spettatori in occasione di eventi sportivi, grazie anche alla presenza di aree lounge e posti VIP che completano l’ampia dotazione della tribuna
. L’arena dispone di spazi pensati non solo per le partite, ma anche per l’allenamento e la preparazione atletica, come dimostra la presenza di una sala da 2.500 posti adibita anche a gare amichevoli o sedute tecniche. Dotata di numerosi comfort, come ristoranti, fast food e aree ristoro, l’Ülker Sports and Event Hall offre un’esperienza completa per gli spettatori e per le delegazioni sportive. Al suo interno si trovano anche sei spogliatoi principali e altri spazi accessori, che garantiscono la piena funzionalità durante gli eventi. Oltre alla sua funzione sportiva, l’impianto si distingue per due elementi simbolici: ospita il più grande tabellone elettronico d’Europa, vero gioiello di tecnologia applicata allo spettacolo, e accoglie anche il primo museo del basket della Turchia.

### Museo
Il Museo del Basket del Fenerbahçe, primo e unico museo interamente dedicato alla pallacanestro in Turchia, custodisce l’intera storia della sezione cestistica del club, dalle sue origini nel 1913 fino ai giorni nostri. Situato all’interno dell’Ülker Sports Arena, il palazzetto della squadra di basket, il museo rappresenta un importante punto di riferimento culturale per il club e per tutto il movimento cestistico turco.
In precedenza, i trofei e i riconoscimenti legati al basket erano conservati presso lo Stadio Şükrü Saraçoğlu di Kadıköy, sede centrale del club. Con l’inaugurazione ufficiale del nuovo spazio espositivo, avvenuta il 18 novembre 2022, tutti i cimeli della sezione basket sono stati trasferiti nel museo. Oltre a esporre i trofei e le onorificenze della prima squadra maschile, il museo celebra anche i successi e i protagonisti del squadra femminile, rendendo omaggio a un’eredità sportiva che si estende su oltre un secolo di storia.

## Sponsor

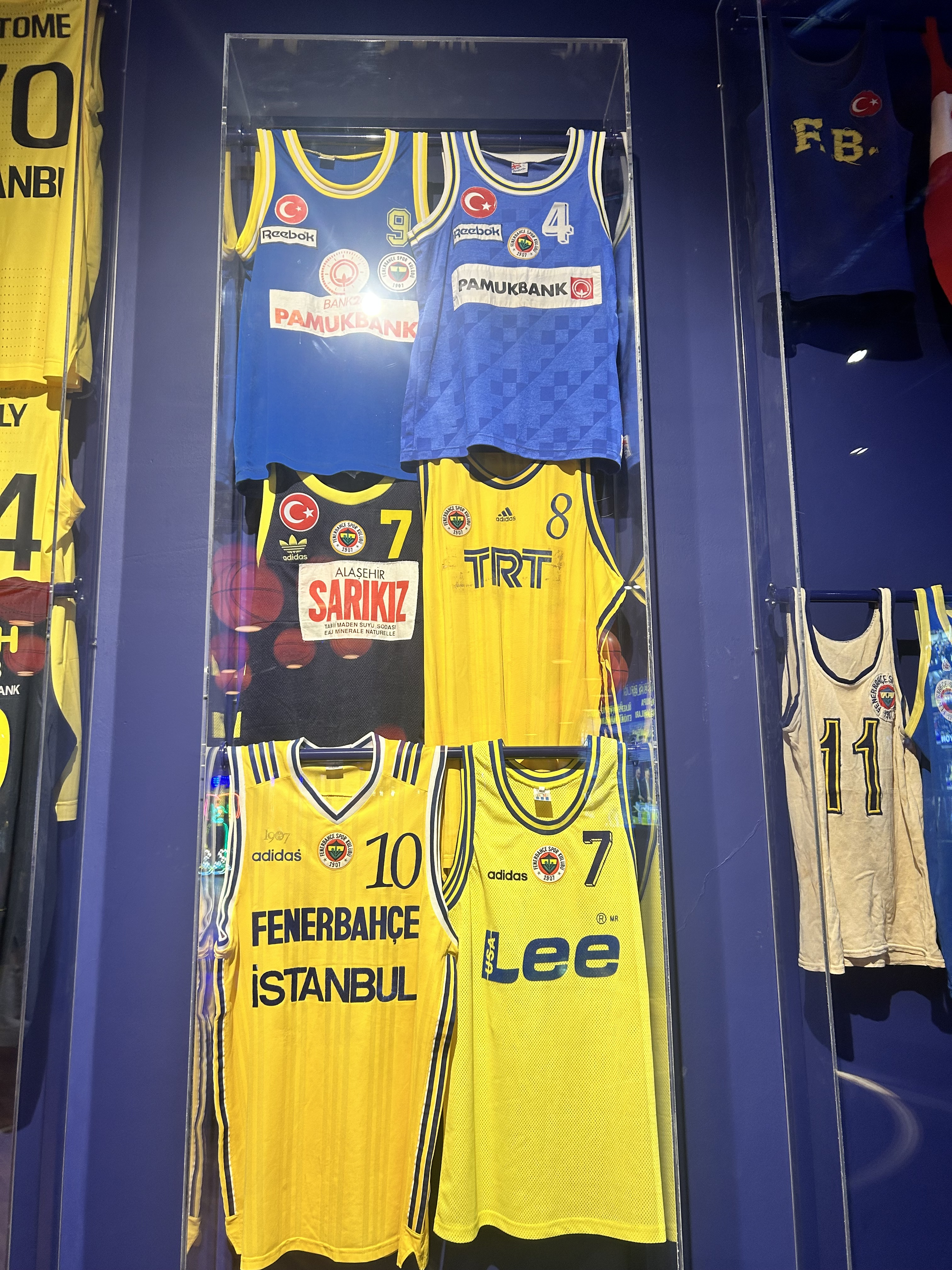
Alcune divise degli anni novanta esposte nel Museo della squadra.

| Periodo       | Sponsor ufficiali                       |
| ------------- | --------------------------------------- |
| 2003–2005     | Aras Kargo                              |
| 2005–2006     | Alpella / Aras Kargo                    |
| 2006–2012     | Ülker / içim                            |
| 2012–2013     | Ülker / metro                           |
| 2013–2015     | Ülker/ metro                            |
| 2015–2016     | Ülker/ Odeabank / metro                 |
| 2016–2017     | metro/ QNB Finansbank/ Borajet Airlines |
| 2017–2018     | Doğuş/ QNB Finansbank                   |
| 2018–2021     | Beko/ QNB Finansbank                    |
| 2021–2022     | Beko/ MSC / Safiport                    |
| 2022–2023     | Beko / MSC / Mahkeme Lokantası          |
| 2023–presente | Beko / MSC / Mahkeme Lokantası          |

| Periodo       | Sponsor Tecnico |
| ------------- | --------------- |
| 1990–1994     | Reebok          |
| 1994–2000     | Adidas          |
| 2000–2013     | Fenerium        |
| 2013–2021     | Nike            |
| 2021–2023     | Fenerium        |
| 2023–presente | Adidas          |

## Roster 2024-2025
Aggiornato al 17 settembre 2024.
| Fenerbahçe Beko | Fenerbahçe Beko |
| Giocatori       | Staff tecnico   |
| --------------- | --------------- |

| N. | Naz.                                                 | Ruolo | Nome                 | Anno | Alt.   | Peso   |  |
| -- | ---------------------------------------------------- | ----- | -------------------- | ---- | ------ | ------ |  |
| 0  | Stati Uniti (bandiera)                               | PG    | Errick McCollum      | 1988 | 188 cm | 87 kg  |  |
| 1  | Turchia (bandiera)                                   | AG    | Metecan Birsen       | 1995 | 207 cm | 101 kg |  |
| 2  | Stati Uniti (bandiera)                               | P     | Wade Baldwin         | 1996 | 193 cm | 91 kg  |  |
| 3  | Stati Uniti (bandiera) · Turchia (bandiera)          | P     | Scottie Wilbekin     | 1993 | 188 cm | 80 kg  |  |
| 4  | Italia (bandiera)                                    | AC    | Nicolò Melli         | 1991 | 205 cm | 110 kg |  |
| 5  | Turchia (bandiera)                                   | C     | Sertaç Şanlı         | 1991 | 213 cm | 115 kg |  |
| 8  | Turchia (bandiera)                                   | G     | Ömer Ziyaettin       | 2008 | 188 cm |        |  |
| 10 | Turchia (bandiera)                                   | G     | Melih Mahmutoğlu (C) | 1990 | 191 cm | 85 kg  |  |
| 13 | Bosnia ed Erzegovina (bandiera) · Turchia (bandiera) | AP    | Tarik Biberović      | 2001 | 201 cm | 100 kg |  |
| 15 | Turchia (bandiera)                                   | G     | Mert Emre Ekşioğlu   | 2002 | 188 cm |        |  |
| 20 | Stati Uniti (bandiera)                               | G     | Devon Hall           | 1995 | 196 cm | 96 kg  |  |
| 21 | Canada (bandiera)                                    | AP    | Dyshawn Pierre       | 1993 | 198 cm | 104 kg |  |
| 22 | Turchia (bandiera)                                   | A     | Yiğit Hamza Mestoğlu | 2004 | 203 cm | 93 kg  |  |
| 23 | Serbia (bandiera)                                    | G     | Marko Gudurić        | 1995 | 198 cm | 91 kg  |  |
| 32 | Lettonia (bandiera)                                  | P     | Artūrs Žagars        | 2000 | 190 cm | 78 kg  |  |
| 44 | Angola (bandiera)                                    | C     | Jilson Bango         | 1999 | 208 cm | 94 kg  |  |
| 50 | Stati Uniti (bandiera)                               | A     | Bonzie Colson        | 1989 | 198 cm | 102 kg |  |
| 92 | Canada (bandiera)                                    | C     | Khem Birch           | 1992 | 203 cm | 106 kg |  |

| Allenatore                                                            |
| - Nessuno                                                             |
| Assistente/i                                                          |
| - Nessuno Legenda - (C) Capitano - (IN) Inattivo - Infortunato Roster |

### Staff tecnico
| Ruolo                | Nome                  |
| -------------------- | --------------------- |
| Capo Allenatore      | Šarūnas Jasikevičius  |
| Assistente           | Kazys Maksvytis       |
| Assistente           | Ertuğrul Erdoğan      |
| Assistente           | David García          |
| Assistente           | Alp Timuçin Yener     |
| Preparatore atletico | Kostas Chatzichristos |
| Preparatore atletico | İlker Belgutay        |
| Fisioterapista       | Rıza Özdemir          |
| Fisioterapista       | Şahir Uğur Sezer      |
| Team manager         | Cenk Renda            |

## Partite contro squadre NBA
Il 5 ottobre 2012, il Fenerbahçe divenne il primo e unico club turco di pallacanestro a sconfiggere una squadra NBA, battendo i Boston Celtics con il punteggio di 97–91 alla Ülker Sports Arena.
In seguito, il 5 ottobre 2015, sconfiggendo i Brooklyn Nets per 101–96 al Barclays Center, il Fenerbahçe diventò il primo e unico club turco e solo il terzo club nella storia del basket a vincere contro una squadra NBA negli Stati Uniti.
| Istanbul 5 ottobre 2012, ore 19:00 CET | Boston Celtics | 91 – 97 (27–26, 18–29, 27–24, 19–18) referto | Fenerbahçe | Ülker Sports Arena (12.191 spett.) |
| \| \| \| \| \| Green, Sullinger 22 \| Punti \| Sato 24 \| \| Rondo 9 \| Assist \| McCalebb 5 \| \| Sullinger 8 \| Rimbalzi \| Sato, Ilkan 7 \| |                |                                              |            |                                    |
| |                |                                              |            |                                    |
| Green, Sullinger 22 | Punti          | Sato 24                                      |            |                                    |
| Rondo 9 | Assist         | McCalebb 5                                   |            |                                    |
| Sullinger 8 | Rimbalzi       | Sato, Ilkan 7                                |            |                                    |

| Istanbul 5 ottobre 2013, ore 14:00 CET | Oklahoma Thunder | 95 – 82 (20–28, 28–14, 27–23, 20–17) referto | Fenerbahçe | Ülker Sports Arena (12.191 spett.) |
| \| \| \| \| \| Durant 24 \| Punti \| Bogdanović 19 \| \| Jackson 5 \| Assist \| Preldžić 4 \| \| Durant 8 \| Rimbalzi \| Bogdanović, Vidmar, Kleiza 4 \| |                  |                                              |            |                                    |
| |                  |                                              |            |                                    |
| Durant 24 | Punti            | Bogdanović 19                                |            |                                    |
| Jackson 5 | Assist           | Preldžić 4                                   |            |                                    |
| Durant 8 | Rimbalzi         | Bogdanović, Vidmar, Kleiza 4                 |            |                                    |

| Istanbul 11 ottobre 2014, ore 17:00 CET                                                                                              | San Antonio Spurs | 96 – 90 (29–21, 18–19, 28–30, 21–20) referto | Fenerbahçe | Ülker Sports Arena (12.191 spett.) |
| \| \| \| \| \| Duncan 23 \| Punti \| Goudelock 30 \| \| Parker 7 \| Assist \| Preldžić 11 \| \| Ginóbili 8 \| Rimbalzi \| Žorić 7 \| |                   |                                              |            |                                    |
| |                   |                                              |            |                                    |
| Duncan 23 | Punti             | Goudelock 30                                 |            |                                    |
| Parker 7 | Assist            | Preldžić 11                                  |            |                                    |
| Ginóbili 8 | Rimbalzi          | Žorić 7                                      |            |                                    |

| New York 5 ottobre 2015, ore 02:30 CET                                                                                          | Fenerbahçe | 101 – 96 (25–26, 31–26, 26–20, 19–24) referto | Brooklyn Nets | Barclays Center (6.857 spett.) |
| \| \| \| \| \| Veselý 18 \| Punti \| Lopez 18 \| \| Sloukas 11 \| Assist \| Larkin 5 \| \| Udoh 8 \| Rimbalzi \| Robinson 16 \| |            |                                               |               |                                |
| |            |                                               |               |                                |
| Veselý 18 | Punti      | Lopez 18                                      |               |                                |
| Sloukas 11 | Assist     | Larkin 5                                      |               |                                |
| Udoh 8 | Rimbalzi   | Robinson 16                                   |               |                                |

| Oklahoma City 9 ottobre 2015, ore 03:00 CET                                                                                             | Fenerbahçe | 81 – 111 (21–32, 20–26, 17–29, 23–24) referto | Oklahoma Thunder | Chesapeake Energy Arena |
| \| \| \| \| \| Veselý 17 \| Punti \| Waiters 19 \| \| Sloukas 6 \| Assist \| Durant, Westbrook 5 \| \| Udoh 9 \| Rimbalzi \| Adams 8 \| |            |                                               |                  |                         |
| |            |                                               |                  |                         |
| Veselý 17 | Punti      | Waiters 19                                    |                  |                         |
| Sloukas 6 | Assist     | Durant, Westbrook 5                           |                  |                         |
| Udoh 9 | Rimbalzi   | Adams 8                                       |                  |                         |

## Cestisti

### Numeri ritirati
| Numeri ritirati |                    |                |           |                      |                   |
| No              | Naz.               | Giocatore      | Posizione | Periodo attività     | Data di cerimonia |
| 6               | Turchia (bandiera) | Mirsad Türkcan | PF        | 2006–2012            | 16/09/2012        |
| 7               | Turchia (bandiera) | Ömer Onan      | SG        | 2004–2005; 2006–2014 | 17/10/2014        |

### Capitani

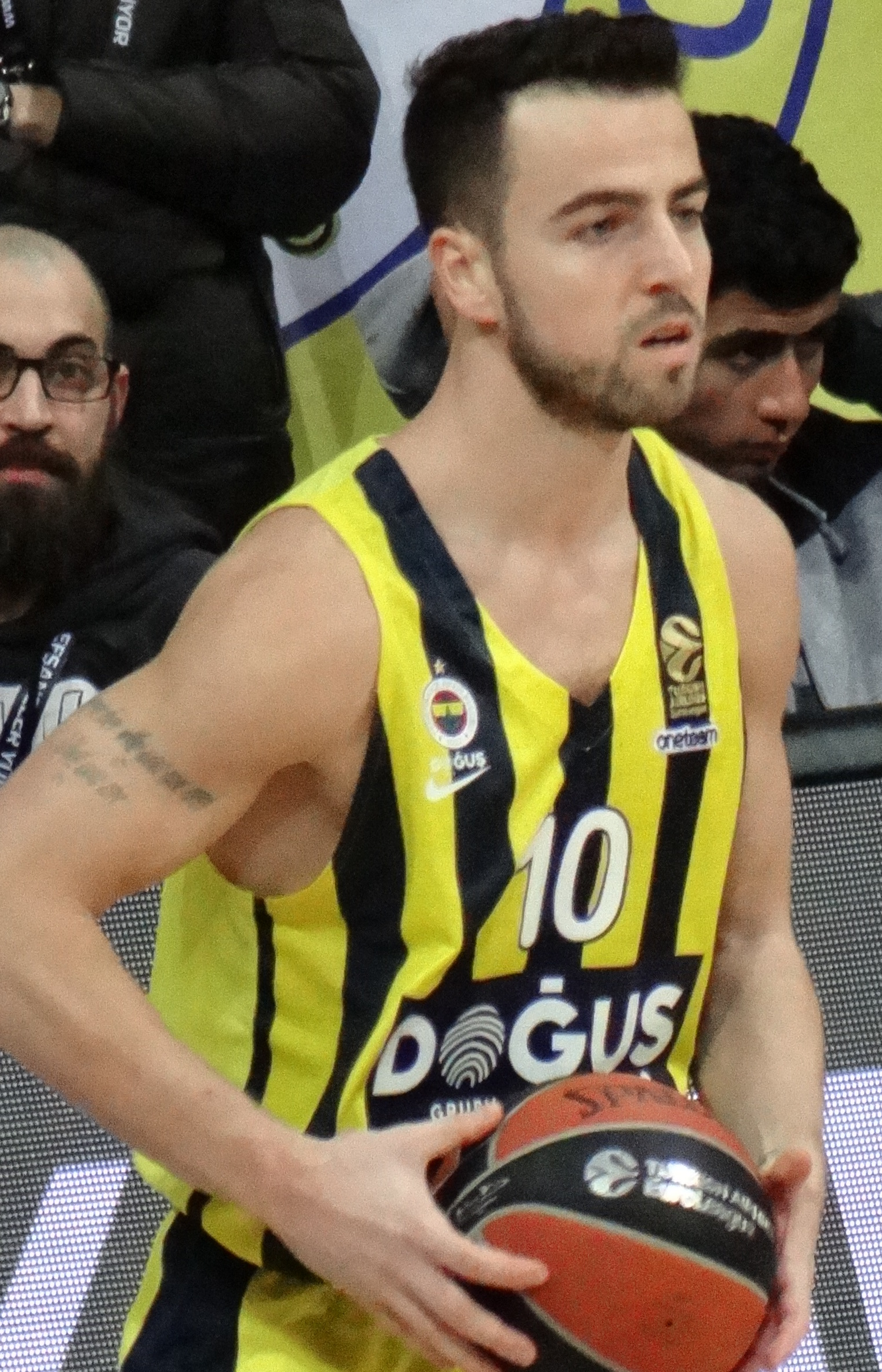
Melih Mahmutoğlu, capitano della squadra dal 2015

| Periodo      | Capitano         |
| ------------ | ---------------- |
| 1986–1990    | Necdet Ronabar   |
| 1990–1993    | Ali Limoncuoğlu  |
| 1993–1995    | Hüsnü Çakırgil   |
| 1995–1998    | Güray Kanan      |
| 1998–2003    | Zaza Enden       |
| 2003–2006    | Zeki Gülay       |
| 2006–2010    | Damir Mršić      |
| 2010–2014    | Ömer Onan        |
| 2014–2015    | Emir Preldžič    |
| 2015–attuale | Melih Mahmutoğlu |

## Allenatori
| Periodo | Allenatore                                                  |
| ------- | ----------------------------------------------------------- |
| 1944–49 | none                                                        |
| 1949–50 | Feridun Koray                                               |
| 1951–65 | Samim Göreç                                                 |
| 1965–66 | Samim Göreç / Sacit Seldüz / Mehmet Baturalp / Altan Dinçer |
| 1966–67 | Erol Demiroma / Altan Dinçer                                |
| 1967–68 | Altan Dinçer                                                |
| 1968–69 | Önder Dai                                                   |
| 1969–71 | Mehmet Baturalp                                             |
| 1971–72 | Mehmet Baturalp / Altan Dinçer / Deniz Sine / Bülent Yüksel |
| 1972–73 | Altan Dinçer                                                |
| 1973–75 | Önder Seden                                                 |
| 1975–76 | Önder Seden / Hüseyin Kozluca                               |
| 1976–78 | Tuluğ Siyavuş                                               |
| 1978–79 | Tuluğ Siyavuş / Hüseyin Kozluca                             |
| 1979–82 | Mehmet Baturalp                                             |
| 1982–83 | Önder Seden                                                 |
| 1983–84 | Aydan Siyavuş / Önder Okan                                  |
| 1984–85 | Önder Okan                                                  |
| 1985–86 | Dennis Perryman / Erdal Poyrazoğlu / Mahmut Uslu            |
| 1986–87 | Faruk Akagün / Rıza Erverdi                                 |
| 1987–88 | Rıza Erverdi / Doğan Hakyemez                               |

| Periodo        | Allenatore                           |
| -------------- | ------------------------------------ |
| 1988–89        | Fehmi Sadıkoğlu / Rıza Erverdi       |
| 1989–93        | Çetin Yılmaz                         |
| 1993–94        | Necati Güler / Faruk Kulenović       |
| 1994–95        | Murat Didin                          |
| 1995–96        | Murat Didin / Murat Özgül            |
| 1996–98        | Murat Özgül                          |
| 1998–99        | Murat Özgül / Halil Üner             |
| 1999–00        | Halil Üner                           |
| 2000–01        | Nihat İziç                           |
| 2001–04        | Murat Özgül                          |
| 2004–07        | Aydın Örs                            |
| 2007–09        | Bogdan Tanjević                      |
| 2009–10        | Bogdan Tanjević / Ertuğrul Erdoğan   |
| 2010–12        | Neven Spahija                        |
| 2012–13        | Simone Pianigiani / Ertuğrul Erdoğan |
| 2013–20        | Željko Obradović                     |
| 2020–21        | Igor Kokoškov                        |
| 2021–22        | Aleksandar Đorđević                  |
| 2022–23        | Dīmītrīs Itoudīs                     |
| 2023–in carica | Šarūnas Jasikevičius                 |